# Alan Tsagaev
Alan Tsagaev (né le 13 septembre 1977 à Vladikavkaz en Russie) est un haltérophile bulgare.

## Carrière
Alan Tsagaev participe aux Jeux olympiques de 2000 à Sydney et remporte la médaille d'argent dans la catégorie des -105 kg.